# أرنولف كولستاد
أرنولف كولستاد (بالنرويجية البوكمول: Arnulf Kolstad)‏ هو عالم نفس وبروفيسور نرويجي، ولد في 23 أبريل 1942.